# Tanjung Kokotuku
Tanjung Kokotuku är en udde i Indonesien.   Den ligger i provinsen Nusa Tenggara Timur, i den centrala delen av landet, 1 500 km öster om huvudstaden Jakarta.
Terrängen inåt land är varierad. Havet är nära Tanjung Kokotuku åt nordväst.Runt Tanjung Kokotuku är det ganska glesbefolkat, med 34 invånare per kvadratkilometer. I omgivningarna runt Tanjung Kokotuku växer i huvudsak städsegrön lövskog.